# Dystrykt Ainaro
Dystrykt Ainaro – jeden z 13 dystryktów Timoru Wschodniego, znajdujący się w południowo-zachodniej części kraju, posiadający dostęp do morza Timor. Stolicą dystryktu jest miasto Ainaro, leżące 78 km na południe od stolicy kraju Dili. 
Graniczy z dystryktami: Aileu od północy, Manufahi od południa, Cova-Lima od południowego zachodu, Bobonaro od zachodu oraz Ermera od północnego zachodu.
Dystrykt Ainaro podzielony jest na 4 poddystrykty: Ainaro, Hato-Udo, Hatu-Builico, Maubisse.